# Kenéz
Kenéz is een plaats (község) en gemeente in het Hongaarse comitaat Vas. Kenéz telt 289 inwoners (2001).